# Liste der Monuments historiques in Champigny-sur-Aube
Die Liste der Monuments historiques in Champigny-sur-Aube führt die Monuments historiques in der französischen Gemeinde Champigny-sur-Aube auf.

## Liste der Objekte
| Bezeichnung               | Beschreibung | Standort                                     | Kennzeichnung | Schutzstatus | Datum | Bild |
| ------------------------- | --- | -------------------------------------------- | ------------- | ------------ | ----- | ---- |
| Hauptaltar                | Altartisch, Retabel, Tabernakel und Gemälde; Holz, farbig gefasst und vergoldet, sowie Ölfarbe auf Leinwand, 18. Jahrhundert; das Altarbild nach Peter Paul Rubens | in der Kirche Assomption-de-la-Vierge (Lage) | PM10000419    | Classé       | 1977  |      |
| Weihwasserbecken          | umgearbeitetes Kapitell; Kalkstein, Blei, um 1500 | in der Kirche Assomption-de-la-Vierge (Lage) | PM10000418    | Classé       | 1913  |      |
| Kruzifix                  | Holz, farbig gefasst, 18. Jahrhundert | in der Kirche Assomption-de-la-Vierge (Lage) | PM10004800    | Inscrit      | 1977  |      |
| Skulptur Madonna mit Kind | Kalkstein, farbig gefasst, erste Hälfte des 16. Jahrhunderts | in der Kirche Assomption-de-la-Vierge (Lage) | PM10000417    | Classé       | 1911  |      |